# 마티 프리드먼
마티 프리드먼(영어: Marty Friedman, 1962년 12월 8일 ~ )은 미국의 기타 연주자이다.